# Isekai Shōkan wa Nidome Desu
Isekai Shōkan wa Nidome Desu (異世界召喚は二度目です?) es una serie de novelas ligeras japonesas escritas por Kazuha Kishimoto e ilustradas por 40hara. Se serializó en línea entre marzo de 2015 y diciembre de 2016 en el sitio web de publicación de novelas generadas por usuarios Shōsetsuka ni Narō, seguida de nueve capítulos de epílogo entre febrero de 2017 y octubre de 2020. Más tarde fue adquirida por Futabasha, que publicó cinco volúmenes desde octubre de 2015 hasta julio de 2017 bajo su sello Monster Bunko. Una adaptación a manga con arte de Arashiyama ha sido serializada a través de publicación digital en Web Comic Action de Futabasha desde junio de 2018. Una adaptación de la serie al anime por Studio Elle se estrenó el 9 de abril de 2023.

## Argumento
Cuando el mundo de "Eclair" está en peligro por la guerra entre las razas Humana, Bestia y Demonio, un hombre fue convocado para salvar el mundo, y así lo hizo. Pero el Rey Humano, temiendo que lo derrocara, le tendió una trampa y lo devolvió a su mundo original.

## Personajes
Setsu (セツ?)
 Seiyū: Shun'ichi Toki
Un antiguo héroe que fue convocado a otro mundo por segunda vez. En el pasado, fue un héroe que llevó al mundo al final de la guerra, y su habilidad para manejar la espada negra Kuromaru, que es tan alta como su cuerpo, es la más fuerte tanto en el manejo de la espada como en la magia. En el mundo donde fue convocado como una persona diferente, partió una vez más para calmar los fuegos de la guerra.
Elka (エルカ Eruka?)
 Seiyū: Kaori Maeda
Una mujer caballero que se desempeña como subcomandante de los Caballeros del Reino de Distinia. Durante la guerra anterior, luchó junto a Grain y Tia como guardaespaldas de Setsu. Se especializa en estoques y magia de hielo. Posee una personalidad masoquista, ya que le gusta ser "sometida" por Setsu.
Yūhi (夕陽?)
 Seiyū: Satomi Amano
Compañera de clase de Setsu y amiga de la infancia. Tiene una personalidad amistosa e inocente, y ha estado enamorada de Setsu, quien ha crecido de manera extraña desde que era pequeño. Tiene talento para la magia de fuego y su poder florece a través del entrenamiento en otro mundo. Ella llama cariñosamente a Setsu "Yuki-kun".
Livaia (リヴァイア Rivaia?)
 Seiyū: Fairouz Ai
Una diosa que gobierna sobre el mar de Eclair. Setsu la calmó físicamente cuando se vio envuelta en la guerra en el mar, y desde entonces ha estado trabajando con Setsu. Su apariencia original es la de un dragón gigante, pero se transforma en humanoide cuando vive en tierra.
Dezastol (デザストル Dezasutoru?)
 Seiyū: Saori Ōnishi
La reina que gobierna el Reino Demoníaco, Evilsion. En la guerra anterior, él mismo tomó el mando y luchó contra Distinia y Zoo Dorado, pero después de ser derrotada por Setsu, se enamoró de él y continúa manteniendo la promesa de paz como la reina de los demonios.
Touma (トウマ Tōma?)
 Seiyū: Takuma Nagatsuka
Principal antagonista. Es un psicópata que tiene un afecto distorsionado por Setsu. Originalmente era un héroe que fue convocado junto con Setsu cuando éste fue invocado por primera vez. Touma admiraba mucho a Setsu porque lo animó a luchar cuando tenía miedo e incluso los dos hicieron un pacto para ponerle fin a la guerra. Un día, Toma encontró un collar maldito que le ofrecía el poder de regresar a Japón con Setsu. Posteriormente, Touma participó en varias batallas, lo que le valió el título de "Héroe Plateado". No obstante, al finalizar la guerra, comenzó a sentir celos al ver a Setsu contento en compañía de otras personas, además de que éste decide quedarse en ese mundo en lugar de regresar a Japón. Con la maldición volviéndolo loco por el rechazo de Setsu, Toma atacó, lo que resultó en la explosión que envió a Setsu de regreso a Japón cuando era un bebé. Toma fue arrojado muy lejos por la explosión, pero la maldición lo dirigió a un templo donde los científicos realizaron tortuosos experimentos humanos. Después de destruir el laboratorio, rescató a cuatro sujetos de prueba supervivientes; Kuroinu, Melluar y dos hombres. Su actual objetivo es convertirse en Dios y acabar con todas las razas para ser la única persona en estar junto a Setsu.
Shironeko (シロネコ?)
 Seiyū: Yui Ogura
Una chica de la tribu de los gatos que vive en el país de las bestias. Se especializa en combate cuerpo a cuerpo usando taijutsu y vive con su hermana menor, Mineko, cazando monstruos y recolectando materiales. Para pagar los medicamentos de su hermana menor, que tiene una enfermedad misteriosa, recientemente comenzó a trabajar para Kuroinu como cazarrecompensas. Kuroinu le ordena a Shironeko matar a Setsu a cambio de un suma de dinero para el tratamiento de su hermana. Ella ataca a Setsu pero es fácilmente derrotada. Después de que su hermana fuera curada, Shironeko y Mineko insisten en ayudar a Setsu a llegar a Regdom, la capital de los Hombres Bestia.
Mineko (ミネコ?)
 Seiyū: Rina Hon'izumi
La hermana menor de Shironeko que vive en el país de las bestias. Al igual que Shironeko, es buena en las artes marciales y tiene un gran poder de lucha, pero desde que sufre una enfermedad misteriosa, ha estado descansando en casa y siente pena por Shironeko, que solo la está cuidando. Más adelante Setsu la cura, revelando que la enfermedad era una maldición causada por un collar maldito de Toma que Mineko llevaba puesto. Ella y su hermana deciden ayudar a Setsu en su viaje hacia la ciudad de Regdom.
Loa (ロア Roa?)
 Seiyū: Satomi Akesaka
La única hija de Regulus, el rey de las bestias. La tribu de los hombres bestia, cuya fuerza es un valor absoluto, no es una excepción, incluso para las princesas, y solo es superada por Regulus en fuerza. Desde que perdió en un duelo que desafió a Setsu cuando era un niño, llama a Setsu su futuro maestro.
Ruri (ルリ?)
 Seiyū: Yurie Kozakai
Hija de un comerciante cuyo abuelo regenta una joyería en Distinia. Habiendo crecido en una familia de comerciantes, da por sentado que ella también se convertirá en una comerciante, y se dirige solo a Evilsion para cumplir el último deseo de su abuelo.
Alize (アリゼ Arize?)
 Seiyū: Miku Itō
Una demonio aventurera que vive en el pueblo de Zaslow en Evilsion. En la guerra anterior, se abalanzó sobre Setsu y se convirtió a la fuerza en su aprendiz. Sin embargo, debido a batallas pasadas, la espada ahora carece de brillo.
Brad (ブラッド Buraddo?)
 Seiyū: Kenji Akabane
Un ejecutivo del Reino de los Demonios Evilsion y un asistente cercano a la Reina Demonio Dezastol. Dezastol confía tanto en él que siempre está a su lado y su lealtad es fuerte.
King Distinia (ディスティニア国王 Disutinia Kokuō?)
 Seiyū: Hozumi Gōda
El rey que gobierna la nación humana de Distinia. Es ambicioso y planea unificar Eclair si tiene la oportunidad.
Princess (王女 Ōjo?)
 Seiyū: Marie Hashimoto

## Contenido de la obra

### Novelas ligeras
La serie escrita por Kazuha Kishimoto, se serializó en línea desde marzo de 2015 hasta diciembre de 2016 en el sitio web de publicación de novelas generado por el usuario Shōsetsuka ni Narō. Más tarde fue adquirida por Futabasha, quien publicó la serie como una novela ligera bajo su sello Monster Bunko con ilustraciones de 40hara en cinco volúmenes del 30 de octubre de 2015 al 29 de julio de 2017.

#### Lista de volúmenes
| Volúmenes de novelas ligeras publicadas | Volúmenes de novelas ligeras publicadas | Volúmenes de novelas ligeras publicadas |
| Número                                  | Fecha de lanzamiento                    | ISBN                                    |
| --------------------------------------- | --------------------------------------- | --------------------------------------- |
| 1                                       | 30 de octubre de 2015                   | ISBN 978-4-575-75060-7                  |
| 2                                       | 30 de marzo de 2016                     | ISBN 978-4-575-75081-2                  |
| 3                                       | 30 de agosto de 2016                    | ISBN 978-4-575-75102-4                  |
| 4                                       | 30 de enero de 2017                     | ISBN 978-4-575-75121-5                  |
| 5                                       | 29 de julio de 2017                     | ISBN 978-4-575-75149-9                  |

### Manga
Una adaptación a manga con arte de Arashiyama ha sido serializada a través de publicación digital en Web Comic Action de Futabasha desde junio de 2018. Sus capítulos individuales han sido recopilados en nueve volúmenes tankōbon.

##### Lista de volúmenes
| Volúmenes de manga publicados | Volúmenes de manga publicados | Volúmenes de manga publicados |
| Número                        | Fecha de lanzamiento          | ISBN                          |
| ----------------------------- | ----------------------------- | ----------------------------- |
| 1                             | 30 de noviembre de 2018       | ISBN 978-4-575-41040-2        |
| 2                             | 30 de mayo de 2019            | ISBN 978-4-575-41058-7        |
| 3                             | 28 de diciembre de 2019       | ISBN 978-4-575-41093-8        |
| 4                             | 30 de junio de 2020           | ISBN 978-4-575-41129-4        |
| 5                             | 28 de diciembre de 2020       | ISBN 978-4-575-41200-0        |
| 6                             | 30 de junio de 2021           | ISBN 978-4-575-41262-8        |
| 7                             | 28 de diciembre de 2021       | ISBN 978-4-575-41347-2        |
| 8                             | 12 de agosto de 2022          | ISBN 978-4-575-41446-2        |
| 9                             | 30 de marzo de 2023           | ISBN 978-4-575-41615-2        |

### Anime
El 26 de octubre de 2021, una adaptación de la serie al anime fue anunciada. Está producida por Studio Elle y dirigida por Motoki Nakanishi, con guiones escritos por Yukihito, diseños de personajes a cargo de Mikako Kunii y música compuesta por Manzo. La serie se estrenó el 9 de abril de 2023 en el bloque de programación ANiMAZiNG!!! de ABC y otros canales. El tema de apertura es «Continue Distortion», interpretado por S.S.NiRVERGE∀, mientras que el tema de cierre es «Be ambitious!!!», interpretado por Maybe Me. Crunchyroll obtuvo la licencia de la serie fuera de Asia.